# Dania Prince Mendez
Dania Patricia Prince Méndez là người đăng quang ngôi vị Hoa hậu Trái Đất 2003. Cô đến từ Choluteca, một khu vực nằm ở phía nam Honduras..

## Xuất thân
Dania Patricia Prince Méndez là con thứ ba trong một gia đình có bố là một thương gia gốc Anh..

## Các cuộc thi sắc đẹp
Dania là người khá dày dạn kinh nghiệm trong các cuộc thi sắc đẹp quốc tế. Với chiều cao 185 cm, trước đây cô đã từng được chọn là đại diện của Honduras tại cuộc thi Hoa hậu Hoàn vũ 1998 ở Honolulu, Hawaii mà người đạt giải cao nhất là cô Wendy Fitzwilliam đến từ Trinidad và Tobago.. Sau đó không lâu, cô tham gia cuộc thi Siêu mẫu thế giới 1998, giành được giải trang phục truyền thống đẹp nhất và lọt vào vòng chung kết. Tháng 11 năm 1999, cô được mời dự thi Hoa hậu Mỹ La Tinh 2000 và dễ dàng dành vương miện. Chiến thắng của cô tại Hoa hậu Trái Đất 2003 là danh hiệu sắc đẹp quốc tế đầu tiên và quan trọng nhất mà một người đẹp Honduras từng đạt được.

## Cuộc sống sau vương miện
Hiện nay, Dania là một người mẫu rất được yêu thích tại các nước Trung Mỹ. Trước đó, cô cũng đã từng sải chân trên các sàn diễn thời trang danh tiếng ở Milan, New York và Miami. Theo cô, được đến nhiều nơi khác nhau trên thế giới là những trải nghiệm thật tuyệt vời và bổ ích..

 Dania cũng đã hoàn thành chương trình đại học với bằng cử nhân về thương mại quốc tế.